# Nieważne jak wysoko jesteśmy…
Nieważne jak wysoko jesteśmy… – ósmy album studyjny polskiej grupy muzycznej Myslovitz. Wydawnictwo ukazało się 31 maja 2011 roku nakładem wytwórni muzycznej EMI Music Poland. Płytę poprzedził wydany 26 marca 2011 roku singel pt. "Ukryte". Album zadebiutował na 1. miejscu listy OLiS w Polsce i uzyskał status złotej płyty.

## Lista utworów
| Nr | Tytuł utworu                      | Długość |
| -- | --------------------------------- | ------- |
| 1. | „Skaza”                           | 5:35    |
| 2. | „Art Brut”                        | 3:57    |
| 3. | „Przypadek Hermana Rotha”         | 4:38    |
| 4. | „Ukryte”                          | 4:10    |
| 5. | „Ofiary zapaści teatru telewizji” | 3:45    |
| 6. | „Efekt motyla”                    | 4:25    |
| 7. | „Srebrna nitka ciszy”             | 3:18    |
| 8. | „21 gramów”                       | 5:24    |
| 9. | „Blog filatelistów polskich”      | 5:12    |
|    |                                   | 40:24   |